# Stanley Kamel
Stanley Kamel (né le 1er janvier 1943 à South River, New Jersey et mort le 8 avril 2008 à Los Angeles, Hollywood Hills) est un acteur américain. Il est connu pour avoir tenu de nombreux rôles à la télévision dont celui du docteur Charles Kroger dans la série Monk.

## Biographie
Américain d'origine libanaise comme son ami Tony Shalhoub (« Monk »), Kamel a commencé sa carrière dans le théâtre avant de passer au monde de la télévision. Ainsi, en trente ans il a joué plus ou moins longuement dans les séries : Mission impossible (son tout premier rôle à la télévision), La Nouvelle Équipe, Kojak, Drôles de dames, Mork and Mindy, K 2000, Matlock, Columbo, Les Craquantes, MacGyver, Melrose Place, Beverly Hills 90210, Urgences, Sept à la maison, New York Police Blues, Star Trek : La Nouvelle Génération, Dark Angel, Six Feet Under et Une nounou d'enfer.
Le 8 avril 2008, Stanley Kamel est retrouvé mort dans sa maison à Hollywood. Son décès est dû à une crise cardiaque alors qu'il n'avait que 65 ans. La septième saison de Monk fait un lien entre la réalité et la fiction dans son premier épisode en mettant en scène un Monk désemparé du décès soudain de son thérapeute attitré.

## Filmographie sélective

### Cinéma
- 1982 : Making Love d'Arthur Hiller : Charlie
- 1984 : Star 80 de Bob Fosse
- 2005 : Domino de Tony Scott
- 2007 : Inland Empire de David Lynch

### Télévision

#### Téléfilms
- 1987 : Private Eye de Mark Tinker : Lovegator Bayter
- 2008 : For Better or For Worse de Joshua Tunick

#### Séries télévisées
- 1969 : Mission Impossible
- 1973 : Kojak
- 1977 : Drôles de dames
- 1979 : L’Incroyable Hulk
- 1980 : Lou Grant
- 1983 - 1984 : Capitaine Furillo
- 1984 : K 2000 : Saison 3 Episode 9 Dance Mania - Sonny Martin
- 1985 : L'Homme qui tombe à pic
- 1987 : Rick Hunter
- 1987 : Star Trek : La Nouvelle Génération
- 1986 - 1989 - 1990 : La Loi de Los Angeles
- 1989 : Arabesque (Murder She Wrote) (saison 5, épisode 10 : Le don de double vie)
- 1990 : Arabesque (Murder She Wrote) (saison 7, épisode 5 : Bijoux de famille)
- 1990 : Columbo (épisode 52 Votez pour moi) (Agenda for Murder)
- 1991 : MacGyver (saison 7, épisode 12 Les Marchands de sommeil) : Victor Kasanti
- 1993 - 1994 : Melrose Place
- 1995 : Murder One
- 1995 : Beverly Hills 90210
- 1996 : Urgences
- 1997 : Une nounou d'enfer (saison 4, épisode 25 : Destination Boca) : Le Vendeur pour Boca
- 1998 : Le Flic de Shanghaï
- 1999 : 7 à la maison
- 2000 : Dark Angel
- 2000 : Haute pression Ciné-TV
- 2002 - 2008 : Monk : docteur Charles Kroger
- 2004 : À la Maison-Blanche